# 哈里森·鲁芬·泰勒
哈里森·鲁芬·泰勒（英語：Harrison Ruffin Tyler；1928年11月9日—2025年5月25日）是美国历史保护主义者兼档案管理员。去世前他是美国第十任总统约翰·泰勒最后一位在世的孙辈。从总统出生到其孙子逝世时间跨度达235年。哈里森·泰勒在保护泰勒家族祖居舍伍德森林种植园及附近的波卡洪塔斯堡方面做出了杰出的贡献。他向威廉玛丽学院历史系捐赠大量家族历史资料及资金，该系以他的名字命名。泰勒还是一位化学工程师和商人，与他人联合创立了水处理公司。

## 早年生活与教育
泰勒于1928年11月9日出生在弗吉尼亚州里士满，父亲是里昂·加德纳·泰勒，母亲为苏珊·鲁芬（Susan Ruffin）。美国总统约翰·泰勒及其夫人朱丽娅·加德纳是他的祖父母。通过母系血缘，他是哈里森家族后裔，也是埃德蒙·鲁芬的曾外孙。他的母亲是一位教师，并负责保管家族历史文献。
泰勒在大萧条时期家境贫困，六岁时父亲去世。他有一兄长里昂·加德纳·泰勒二世（Lyon Gardiner Tyler Jr.）。泰勒早年由母亲在家教育，随后进入查尔斯城县公立学校就读。其后升入圣克里斯托弗学校学习。泰勒在威廉玛丽学院的学业经费由阿斯特子爵夫人南希·阿斯特提供的一张5000美元支票资助，此举可能因其父与富兰克林·D·罗斯福的友谊促成。他于1949年获化学学士学位。因化学领域就业机会稀缺，泰勒继续在弗吉尼亚理工学院深造，于1951年获化学工程学位。

## 职业生涯
毕业后，泰勒在弗吉尼亚-卡罗来纳化学公司（Virginia-Carolina Chemical Corporation）担任项目经理，并负责领导南卡罗来纳州查尔斯顿的一家工厂。在俄亥俄州辛辛那提某工厂担任调试工程师期间，他系统掌握了软水处理技术，并研习硬水处理方法，还获得一项关于铝表面光亮处理的水处理专利。1963年弗吉尼亚-卡罗来纳化学公司被美孚石油收购。企业文化的变动促使泰勒离职，并与合伙人威廉·P·西蒙斯（William P. Simmons）联合创立了公司，这家水处理公司的总部设在弗吉尼亚州格兰艾伦。该公司专注于利用化学方法解决工业水冷却系统问题，客户涵盖医院及造纸业。2000年，泰勒在他的公司推行了员工持股计划。2007年公司被丹纳赫集团收购。

## 个人生活

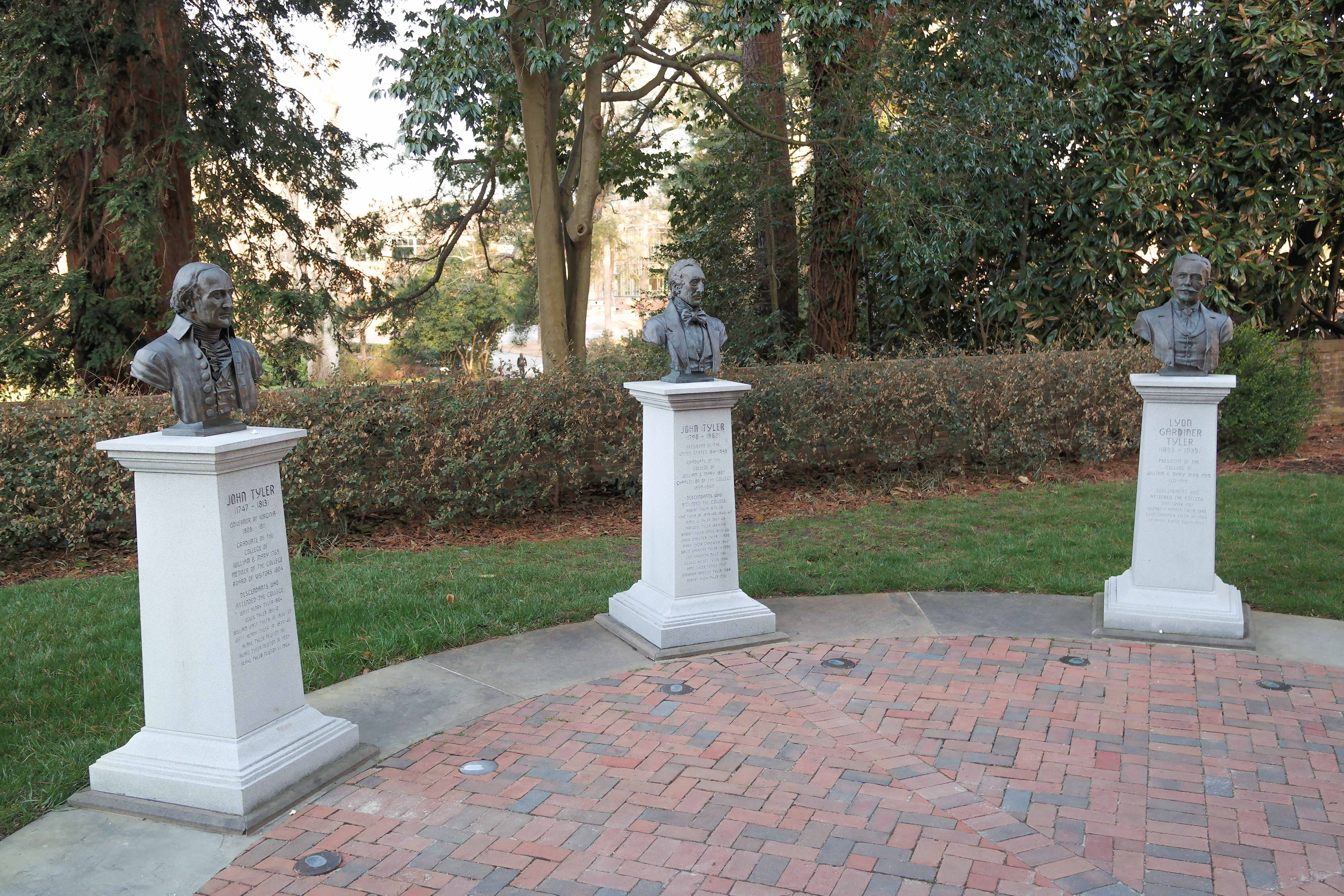
泰勒花园（如图）坐落于威廉与玛丽学院校园内，由泰勒家族捐资建造，旨在纪念该家族成员。

1957年7月，泰勒与南卡罗来纳州约翰斯顿穆尔伯里山种植园的弗朗西丝·佩恩·布奈特（Frances Payne Bouknight）结婚。二人居于里士满直至弗朗西丝2019年2月8日逝世。他们育有三名子女：朱莉娅·加德纳·泰勒·萨马涅戈（Julia Gardiner Tyler Samaniego，1958年生）、小哈里森·鲁芬·泰勒（Harrison Ruffin Tyler Jr.，1960年生）和威廉·布奈特·泰勒（William Bouknight Tyler，1961年生）。
泰勒夫妇1975年从亲属处购得舍伍德森林种植园并主导其修复。1996年购入波卡洪塔斯堡并资助其重建。自1997年起，泰勒每年赞助在威尔逊码头（Wilson’s Wharf）举行的美国内战重演活动，并与威廉玛丽学院考古研究中心合作评估研究波卡洪塔斯堡。2001年，他代表父亲向学院历史系捐赠500万美元及22,000册书籍文献，该系遂冠名为哈里森·鲁芬·泰勒历史系以示纪念。尽管泰勒常在演讲中激情讲述家族历史，但2012年接受《纽约》杂志采访时表示对政治无兴趣。
2012年泰勒经历多次轻微中风，后被诊断为痴呆症，居住于当地疗养院。他于2025年5月25日在里士满家中逝世，享年96岁。

### 引用
1. ↑  Richmond Times-Dispatch 1928，第13頁.
2. 1 2 3  Vogelsong, Sarah. . The Richmonder. 2025-05-28  [2025-05-28]. （原始内容存档于2025-06-18）.
3. 1 2  Daily Press 1979，第207頁.
4. ↑  Kilian 1992.
5. 1 2 3 4  Brockell 2020.
6. 1 2 3  Besch 2017，第225頁.
7. ↑  Weinger 2012.
8. ↑  Besch 2017，第225–226頁.
9. 1 2  The Progress-Index 2007，第A9頁.
10. 1 2 3 4  Besch 2017，第226頁.
11. 1 2  Kolenich 2021.
12. ↑  Blackwell 2007.
13. ↑  Richmond Times-Dispatch 1957，第45頁.
14. ↑  Daily Press 2019，第A10頁.
15. ↑  National Park Service.
16. ↑  Besch 2017，第227頁.
17. ↑  Junek 1996b，第1頁.
18. ↑  Jeong, Andrew; Murphy, Brian. . The Washington Post. 2025-05-29  [2025-05-29]. （原始内容存档于2025-05-30）.